# Église Saint-Denis de Nadaillac
Pour les articles homonymes, voir Église Saint-Denis.
L'église Saint-Denis est une église catholique située à Nadaillac, en France.

## Localisation
L'église est située dans le département français de la Dordogne, à Nadaillac. Elle fait partie de la paroisse Saint-Denis de Nadaillac comme l'était avant la chapelle Sainte-Marie-Madeleine de Chambrazès.

## Historique
Construite aux XIIIe et XIVe siècles, l'église Saint-Denis est en partie romane et en partie gothique. Deux chapelles sont ajoutées à la nef d'origine. Le chœur est presque aussi élevé que le clocher. Le porche est plus récent.
L'édifice est inscrit au titre des monuments historiques le 5 janvier 1948.